# Portrait d'homme en noir
Le Portrait d'Homme en noir est une peinture à l'huile sur bois (50,5 × 39,5 cm) de l'artiste de la Renaissance Rosso Fiorentino, datant de 1520-1522 environ et conservé à la Galerie Palatine de Florence. 

## Histoire
Giorgio Vasari a brièvement rappelé, dans les Vies des meilleurs peintres, combien de portraits de Rosso pouvaient être admirés dans les demeures florentines, probablement à rapporter, selon la séquence chronologique des informations décrites, avant son départ pour Volterra (1521). 
Le portrait florentin, auparavant attribué à Pontormo, a été reattribué à Rosso pour les rapprochements avec les visages des personnages de sa Déposition de Volterra, d'une période immédiatement avant ou après son séjour dans la ville. 
La première mention sûre de l'œuvre remonte à l'inventaire de 1815 (dans la salle de l'Iliade), mais on ne sait pas comment elle est entrée dans les collections des Médicis-Lorraine. 

## Description et style
Sur un fond ocre uniforme, un homme mûr se tient de profil à gauche, encadré jusqu'au milieu du buste. Il porte un béret noir et un large manteau de la même couleur, d'où ressort un rabat de la chemise blanche à col. L'expression est fixe et intense, avec une caractérisation remarquable de l'âge et de la physionomie du sujet. Les yeux sont en effet creux, le nez est crochu, les lèvres sont très fines et tendues, l'épiderme sillonné par les signes des années, les cheveux sont courts. 
Le choix de l'effigie du profil rappelle le portrait du début du XVe siècle à Florence, un modèle traditionnel qui sert de point de départ à d'autres œuvres de l'artiste à cette époque. 